# Rádió GaGa (Marosvásárhely)
A Rádió GaGa egy magyar-román vegyes tőkéjű regionális kereskedelmi rádióadó. Célközönsége a 18–58 éves korosztály, főként pop-rock műfajú nemzetközi, román és magyar számokat sugároz. Székhelye Marosvásárhelyen, a Călărașilor (Kossuth utca) 1. szám alatt, az úgynevezett Lábas-házban van.

## Története
1999. október 15-én kezdett el sugározni a 88,0 MHz-en, mint Marosvásárhely első teljesen magánkézben lévő rádiója. A miskolci Rádió GaGa „kistestvéreként” jött létre, alapítói miskolci és budapesti vállalkozók, továbbá egyetlen erdélyi beruházóként Frunda György RMDSZ-szenátor. Frunda a város magyar és román lakossága közötti kapcsolatok javítását remélte a kezdeményezéstől.
A rádió első ügyvezető igazgatója Szakács Géza közgazdász volt, 2000. november 28-ig. A második ügyvezető igazgatója Nagy István színművész volt 2013. szeptember 27-ig.[forrás?]. A rádió GaGa jelenlegi ügyvezető igazgatója Hompot Szilárd István.
2006 tavaszától Szovátán és környékén, 2008-tól Szászrégenben, 2009-től pedig Segesváron is fogható a Rádió GaGa. Online, illetve Digi és Direct UPC műholdas tévén keresztül is hallgatható.
Születésnapjai alkalmából a rádió minden év októberében nagyszabású koncertet rendez Marosvásárhelyen, melyen főleg magyarországi együttesek lépnek fel.
2021 nyarán az Erdélyi Médiatér Egyesület vásárolta fel a Rádió GaGát.